# Sint-Willibrorduskerk (St. Willebrord)
De Sint-Willibrorduskerk is een rooms-katholieke kerk in St. Willebrord.
In 1841 werd er een parochie gesticht en een kerk gebouwd. Sinds 1885 is St. Willebrord een bedevaartplaats, in dat jaar werd een Lourdesgrot gebouwd.
In 1925 werd een nieuwe kerk gebouwd. Het oorspronkelijke ontwerp van pastoor Bastiaansen, een verbeelding van de basilieken van Lourdes, werd uitgewerkt door de architect Jacques van Groenendael. Voor de kerk is een processiepark.
Het is een driebeukige kruiskerk in neogotische stijl met een hoge vieringtoren en vier hoektorens. De kerk heeft twee kapellen en diverse gebrandschilderde ramen. Het is een Rijksmonument.
In het interieur is onder meer de kapel met een processiebeeld met sieraden. In de nissen zijn diverse beelden en schilderijen. Het oudste is een schilderij van P. van Schendel uit 1851, van Maria met Kind. In het koor bevindt zich het doopvont van A.I. Marae uit 1842 en een Triomfkruis uit de 19de eeuw. Er zijn diverse neogotische heiligenbeelden, zowel polychrome houten beelden zoals dat van de H. Barbara en Anna met Maria uit de vorige eeuw als gipsen beelden van de H. Antonius van Padua.